# Зиттенфельд, Станислав
Станислав Зиттенфельд (пол. Stanisław Sittenfeld, фр. Stanislaus Sittenfeld, 11 июля 1865, Пётркув-Трыбунальский — 15 июня 1902, Давос) — французский шахматист польского происхождения. Наиболее известен по нескольким матчам с будущим претендентом на звание чемпиона мира Д. М. Яновским (поражение, победа и ничья) и Ж. Таубенгаузом (ничья).

## Биография
Родился и окончил школу в городе Пётркув-Трыбунальский (в то время это была территория Российской Империи). Позже учился в университетах Германии и Франции. С середины 1880-х гг. жил в Париже. Регулярно участвовал в соревнованиях, организованных в знаменитом кафе "Режанс". В 1889 г. претендент на звание чемпиона мира М. И. Чигорин, находясь в Париже, дал серию показательных партий. Зиттенфельду удалось добиться победы в своей партии. В 1890 и 1892 гг. Зиттенфельд дважды был бронзовым призером первенств кафе "Режанс". Вторую половину 1890-х гг. Зиттенфельд провел в Рио-де-Жанейро, где вел активную работу по популяризации шахмат. По возвращении в Европу добился одного из крупнейших спортивных успехов в своей карьере: победил (вместе с А. Альбином) в небольшом турнире, проходившем в 1901 г. в кафе "Режанс".
В базах партии Зиттенфельда, за исключением нескольких проигранных, отсутствуют.

## Спортивные результаты
| Год  | Город | Соревнование                               | + | − | = | Результат | Место |
| ---- | ----- | ------------------------------------------ | - | - | - | --------- | ----- |
| 1889 | Париж | Показательная партия с М. И. Чигориным     | 1 | 0 | 0 | 1 из 1    |       |
| 1890 | Париж | Первенство кафе "Режанс"                   |   |   |   |           | 3     |
| 1891 | Париж | Матч с Ж. Таубенгаузом                     |   |   |   | 2½ : 2½   |       |
|      | Париж | 1-й матч с Д. М. Яновским                  | 1 | 3 | 1 | 1½ : 3½   |       |
| 1892 | Париж | Первенство кафе "Режанс"                   |   |   |   |           | 3     |
|      | Париж | 2-й матч с Д. М. Яновским                  | 7 | 5 | 5 | 9½ : 7½   |       |
| 1893 | Париж | 3-й матч с Д. М. Яновским                  | 2 | 2 | 2 | 3 : 3     |       |
| 1901 | Париж | Турнир четырех шахматистов в кафе "Режанс" |   |   |   |           | 1—2   |